# World Series of Poker 2009
De World Series of Poker 2009 begon op 27 mei en het hoofdevenement duurde tot en met 15 juli. Het was de 40ste editie van de World Series of Poker, het grootste pokerevenement ter wereld. Alle 57 toernooien werden gehouden in het Rio All-Suite Hotel and Casino in Las Vegas.
Het hoogtepunt van de WSOP is het Main Event, een $10.000 No Limit Hold'em toernooi. De finale van dit toernooi werd in de editie 2009 gespeeld op 7 november. Winnaar Joseph Cada werd daarin de (officieus) wereldkampioen poker.

## November Nine
Het $10.000 World Championship No Limit Hold'em-toernooi ofwel het Main Event was het 57e en laatste toernooi van de WSOP 2009. Dit werd niet uitgespeeld in juli, maar in plaats daarvan totdat er nog negen spelers over waren (van de oorspronkelijke 6.494). Deze negen kwamen op 7 november 2009 terug om uit te maken wie de uiteindelijke winnaar werd. Deze finale wordt de November Nine genoemd. De spelers die zich plaatsten waren:
1. Darvin Moon - 58.930.000 chips
2. Eric Buchman - 34.800.000 chips
3. Steven Begleiter - 29.885.000 chips
4. Jeff Shulman - 19.580.000 chips
5. Joe Cada - 13.215.000 chips
6. Kevin Schaffel - 12.390.000 chips
7. Phil Ivey - 9.765.000 chips
8. Antoine Saout - 9.500.000 chips
9. James Akenhead - 6.800.000 chips

Na twee dagen spelen won Cada de finaletafel. Hij won hiermee $8.546.435,-. Op 21-jarige leeftijd werd hij hiermee de jongste speler ooit die het Main Event won. De jongste kampioen was daarvoor Peter Eastgate, die het jaar ervoor het Main Event won op 22-jarige leeftijd.

### Uitslag finaletafel Main Event
De volledige uitslag van de finaletafel:
| Plaats | Naam             | Prijzengeld |
| ------ | ---------------- | ----------- |
| 1      | Joe Cada         | $8.547.042  |
| 2      | Darvin Moon      | $5.182.928  |
| 3      | Antoine Saout    | $3.479.670  |
| 4      | Eric Buchman     | $2.502.890  |
| 5      | Jeff Shulman     | $1.953.452  |
| 6      | Steven Begleiter | $1.587.160  |
| 7      | Phil Ivey        | $1.404.014  |
| 8      | Kevin Schaffel   | $1.300.231  |
| 9      | James Akenhead   | $1.263.602  |

## Toernooien
| #  | Event                                                               | Winnaar           | Prijs      | Tweede               | Deelnemers |
| -- | ------------------------------------------------------------------- | ----------------- | ---------- | -------------------- | ---------- |
| 1  | $500 Casino Employees No Limit Hold'em                              | Andrew Cohen      | $83.778    | Paul Peterson        | 866        |
| 2  | $40.000 No Limit Hold'em                                            | Vitaly Lunkin     | $1.891.012 | Isaac Haxton         | 201        |
| 3  | $1.500 Omaha Hi-Low Split-8 or Better                               | Thang Luu         | $263.135   | Ed Smith             | 918        |
| 4  | $1.000 No Limit Hold'em                                             | Steve Sung        | $771.106   | Peter Vilandos       | 6.012      |
| 5  | $1.500 Pot Limit Omaha                                              | Jason Mercier     | $237.415   | Steven Burkholder    | 809        |
| 6  | $10.000 World Championship Seven Card Stud                          | Freddie Ellis     | $373.744   | Eric Drache          | 142        |
| 7  | $1.500 No Limit Hold'em                                             | Travis Johnson    | $666.853   | Steve Karp           | 2.791      |
| 8  | $2.500 2-7 Draw Lowball                                             | Phil Ivey         | $96.361    | John Monnette        | 147        |
| 9  | $1.500 No Limit Hold'em Short Handed                                | Ken Aldridge      | $428.259   | Carman Cavella       | 1.459      |
| 10 | $2.500 Pot Limit Hold'em/Omaha                                      | Rami Boukai       | $244.862   | Najib Bennani        | 453        |
| 11 | $2.000 No Limit Hold'em                                             | Anthony Harb      | $569.199   | Peter Rho            | 1.646      |
| 12 | $10.000 World Championship Mixed Event                              | Ville Wahlbeck    | $492.375   | David Chiu           | 194        |
| 13 | $2.500 No Limit Hold'em                                             | Keven Stammen     | $506,786   | Angel Guillen        | 1.088      |
| 14 | $2.500 Limit Hold'em Short Handed                                   | Brock Parker      | $223.688   | Daniel Negreanu      | 367        |
| 15 | $5.000 No Limit Hold'em                                             | Brian Lemke       | $692.658   | Fabian Quoss         | 655        |
| 16 | $1.500 Seven Card Stud                                              | Jeff Lisandro     | $124.959   | Rodney Pardey        | 359        |
| 17 | $1.000 Ladies No Limit Hold'em World Championship                   | Lisa Hamilton     | $195.390   | Lori Bender          | 1.060      |
| 18 | $10.000 World Championship Omaha Hi-Low Split-8 or Better           | Daniel Alaei      | $445.898   | Scott Clements       | 179        |
| 19 | $2.500 No Limit Hold'em Short Handed                                | Brock Parker      | $552.745   | Joe Serock           | 1.068      |
| 20 | $1.500 Pot Limit Hold'em                                            | J.P. Kelly        | $194.434   | Marc Tschirch        | 633        |
| 21 | $3.000 H.O.R.S.E.                                                   | Zachary Fellows   | $311.899   | James Van Alstyne    | 452        |
| 22 | $1.500 No Limit Hold'em Shootout                                    | Jeff Carris       | $313.673   | Jason Somerville     | 1.000      |
| 23 | $10.000 World Championship 2-7 Draw Lowball                         | Nick Schulman     | $279.742   | Ville Wahlbeck       | 96         |
| 24 | $1.500 No Limit Hold'em                                             | Peter Vilandos    | $607.256   | Andy Seth            | 2.506      |
| 25 | $2.500 Omaha/Seven Card Stud Hi-Low-8 or Better                     | Phil Ivey         | $220.538   | Ming Lee             | 376        |
| 26 | $1.500 Limit Hold'em                                                | Tomas Alenius     | $197.488   | Jason Tam            | 643        |
| 27 | $5.000 Pot Limit Omaha Hi-Low Split-8 or Better                     | Roland de Wolfe   | $246.616   | Brett Richey         | 198        |
| 28 | $1.500 No Limit Hold'em                                             | Mike Eise         | $639.331   | Jeff Chang           | 2.638      |
| 29 | $10.000 World Championship Heads Up No Limit Hold'em                | Leo Wolpert       | $625.682   | John Duthie          | 256        |
| 30 | $2.500 Pot Limit Omaha                                              | J.C. Tran         | $235.685   | Jeff Kimber          | 436        |
| 31 | $1.500 H.O.R.S.E.                                                   | James Van Alstyne | $247.033   | Tad Jurgens          | 770        |
| 32 | $2.000 No Limit Hold'em                                             | Ángel Guillén     | $530.548   | Mika Paasonen        | 1.534      |
| 33 | $10.000 World Championship Limit Hold'em                            | Greg Mueller      | $460.836   | Pat Pezzin           | 185        |
| 34 | $1.500 No Limit Hold'em                                             | Eric Baldwin      | $521.932   | Jonas Klausen        | 2.095      |
| 35 | $5.000 Pot Limit Omaha                                              | Richard Austin    | $409.484   | Sorel Mizzi          | 363        |
| 36 | $2.000 No Limit Hold'em                                             | Jordan Smith      | $586.212   | Ken Lennaárd         | 1.695      |
| 37 | $10.000 World Championship Seven Card Stud Hi-Low Split-8 or Better | Jeff Lisandro     | $431.656   | Farzad Rouhani       | 164        |
| 38 | $2.000 Limit Hold’em                                                | Marc Naalden      | $190.770   | Steve Cowley         | 447        |
| 39 | $1.500 No Limit Hold'em                                             | Ray Foley         | $657.969   | Brandon Cantu        | 2.715      |
| 40 | $10.000 World Championship Pot Limit Omaha                          | Matt Graham       | $679.379   | Vitaly Lunkin        | 295        |
| 41 | $5.000 No Limit Hold'em Shootout                                    | Peter Traply      | $348.728   | Andrew Lichtenberger | 280        |
| 42 | $2.500 Mixed Event                                                  | Jerrod Ankenman   | $241.637   | Sergey Altbregin     | 412        |
| 43 | $1.000 Seniors No Limit Hold'em World Championship                  | Michael Davis     | $437.358   | Scott Buller         | 2.707      |
| 44 | $2.500 Razz                                                         | Jeff Lisandro     | $188.370   | Michael Craig        | 315        |
| 45 | $10.000 World Championship Pot Limit Hold'em                        | John Kabbaj       | $633.335   | Kirill Gerasimov     | 275        |
| 46 | $2.500 Omaha Hi-Low Split-8 or Better                               | Derek Raymond     | $229.192   | Mark Tenner          | 424        |
| 47 | $2.500 Mixed Hold'em                                                | Bahador Ahmadi    | $278.804   | John McGuiness       | 527        |
| 48 | $1.500 Pot Limit Omaha Hi-Low Split-8 or Better                     | Brandon Cantu     | $228.867   | Lee Watkinson        | 762        |
| 49 | $50.000 World Championship H.O.R.S.E.                               | David Bach        | $1.276.802 | John Hanson          | 95         |
| 50 | $1.500 Limit Hold'em Shootout                                       | Greg Mueller      | $194.854   | Marc Naalden         | 572        |
| 51 | $1.500 No Limit Hold'em                                             | Carsten Joh       | $664.426   | Andrew Chen          | 2.781      |
| 52 | $3.000 Triple Chance No Limit Hold'em                               | Jorg Peisert      | $506.800   | Jason DeWitt         | 854        |
| 53 | $1.500 Seven Card Stud Hi-Low-8 or Better                           | David Halpern     | $159.390   | William Kohler       | 467        |
| 54 | $1.500 No Limit Hold'em                                             | Tony Veckey       | $673.276   | Jason Wheeler        | 2.818      |
| 55 | $2.500 2-7 Triple Draw Lowball                                      | Abe Mosseri       | $165.521   | Masayoshi Tanaka     | 257        |
| 56 | $5.000 No Limit Hold'em Short Handed                                | Matt Hawrilenko   | $1.003.163 | Josh Brikis          | 928        |
| 57 | $10.000 World Championship No Limit Hold'em (Main event)            | Joseph Cada       | $8.546.435 | Darvin Moon          | 6.494      |

## WSOP Player of the Year
De WSOP reikt sinds 2004 een WSOP Player of the Year-award uit aan de speler die tijdens de betreffende jaargang de meeste punten scoort. Hiervoor tellen alleen toernooien mee waaraan iedereen mee kan doen, de spelen die alleen toegankelijk zijn voor vrouwen, senioren en casino-medewerkers niet. In 2006 en 2007 werd de uitkomst van het Main Event en het $50.000 H.O.R.S.E.-toernooi ook niet meegeteld. In 2008 telde het laatstgenoemde toernooi wel mee, het Main Event niet. Sinds 2009 tellen alle vrij toegankelijke toernooien mee, inclusief het Main Event.
Van 2004 tot en met 2010 telden alleen toernooien van de originele World Series of Poker in de Verenigde Staten mee voor het Player of the Year-klassement. Vanaf 2011 worden ook de resultaten van de World Series of Poker Europe en vanaf 2013 ook die van de World Series of Poker Asia Pacific meegerekend. Organisator Bluff Magazine paste in 2011 het scoresysteem aan en sindsdien beïnvloeden ook de inschrijfgelden en grootte van de deelnemersvelden het aantal punten dat spelers per evenement kunnen halen.
WSOP Player of the Year 2009 werd Jeff Lisandro, die zich dat jaar zes keer naar een geldprijs speelde, waarbij hij drie keer een toernooi won en hij daarnaast nog een finaletafel bereikte.